# La bella giardiniera tradita nell'amor/Quattro cavai che trottano
La bella giardiniera tradita nell'amor/Quattro cavai che trottano è un singolo della cantante italiana Orietta Berti, pubblicato nel 1974 dalla casa discografica Polydor.

## Descrizione
La bella giardiniera tradita nell'amor ha partecipato alla Mostra internazionale di musica leggera a Venezia e alle semifinali di Canzonissima 1974.
Entrambi i brani sono estratti dall'album folk Così come le canto.

## Tracce
1. La bella giardiniera tradita nell'amor
2. Quattro cavai che trottano